# Kralendijk
Kralendijk ist der Hauptort von Bonaire, einer niederländischen Insel der Kleinen Antillen nördlich von Venezuela.
Der Name „Kralendijk“ ist eine Verballhornung von koralendijk (deutsch ‚Korallendamm‘) und bezieht sich auf den Boden, auf dem der Ort gebaut wurde.
Südlich der Stadt liegt der Flamingo International Airport.

## Geschichte
Englische Siedler erbauten zu Beginn des 19. Jahrhunderts um das seit 1639 bestehende Fort Oranje die Siedlung Playa, für die ungefähr ab 1835 der Name Kralendijk gebräuchlich wurde. Die ursprünglich eigenständigen dorpen (Dörfer) Antriol, Nikiboko, Noord Saliña, Playa und Tera Cora sind im Lauf der Zeit zusammengewachsen und bilden heute die fünf Stadtbezirke von Kralendijk.

## Verwaltung
Kralendijk gliedert sich in fünf wijken (Stadtviertel), die ihrerseits in insgesamt 20 buurten (Nachbarschaften) unterteilt sind:
| Wijk         | Buurt           | Einwohnerzahl 2011 | Einwohnerzahl 2017 |
| ------------ | --------------- | ------------------ | ------------------ |
|              | Amboina         | 00.806             | 00.867             |
|              | Entrejol Pabou  | 01.109             | 01.206             |
|              | Entrejol Pariba | 02.224             | 02.605             |
|              | Guatemala       | 00.002             | 00.008             |
|              | Lagun Hill      | 00.064             | 00.133             |
| Antriol      |                 | 04.205             | 04.819             |
|              | Mexico          | 00.201             | 00.215             |
|              | Nikiboko        | 02.254             | 03.058             |
|              | Sabana          | 00.678             | 00.698             |
| Nikiboko     |                 | 03.133             | 03.971             |
|              | Hato            | 00.489             | 00.761             |
|              | Nawati Noord    | 00.296             | 00.405             |
|              | Nawati Zuid     | 00.277             | 00.322             |
|              | Noord Saliña    | 00.999             | 01.217             |
|              | Sabadeco        | 00.167             | 00.260             |
|              | Santa Barbara   | 00.333             | 00.438             |
| Noord Saliña |                 | 02.561             | 03.403             |
|              | Playa           | 00.250             | 00.216             |
|              | Playa Pabou     | 01.056             | 01.239             |
|              | PlayaPariba     | 00.759             | 01.076             |
| Playa        |                 | 02.065             | 02.531             |
|              | Belnem          | 00.419             | 00.717             |
|              | Lima            | 00.191             | 00.295             |
|              | Tera Cora       | 01.251             | 01.568             |
| Tera Cora    |                 | 01.861             | 02.580             |
| Kralendijk   | gesamt:         | 13.825             | 17.304             |

Kralendijk ist Sitz der für alle BES-Inseln zuständigen Polizeibehörde (Korps Politie Caribisch Nederland).

## Sehenswertes
Die protestantische Kirche wurde 1847 gebaut, der Kirchturm erst 1868 hinzugefügt. Das zum Schutz des Hafens von der Niederländischen Westindien-Kompanie errichtete Fort Oranje wurde bereits 1639 erbaut und ist damit das älteste Steingebäude der Insel. Im 20. Jahrhundert wurde es als Gefängnis, Polizeistation und Feuerwache genutzt.

## Fotos

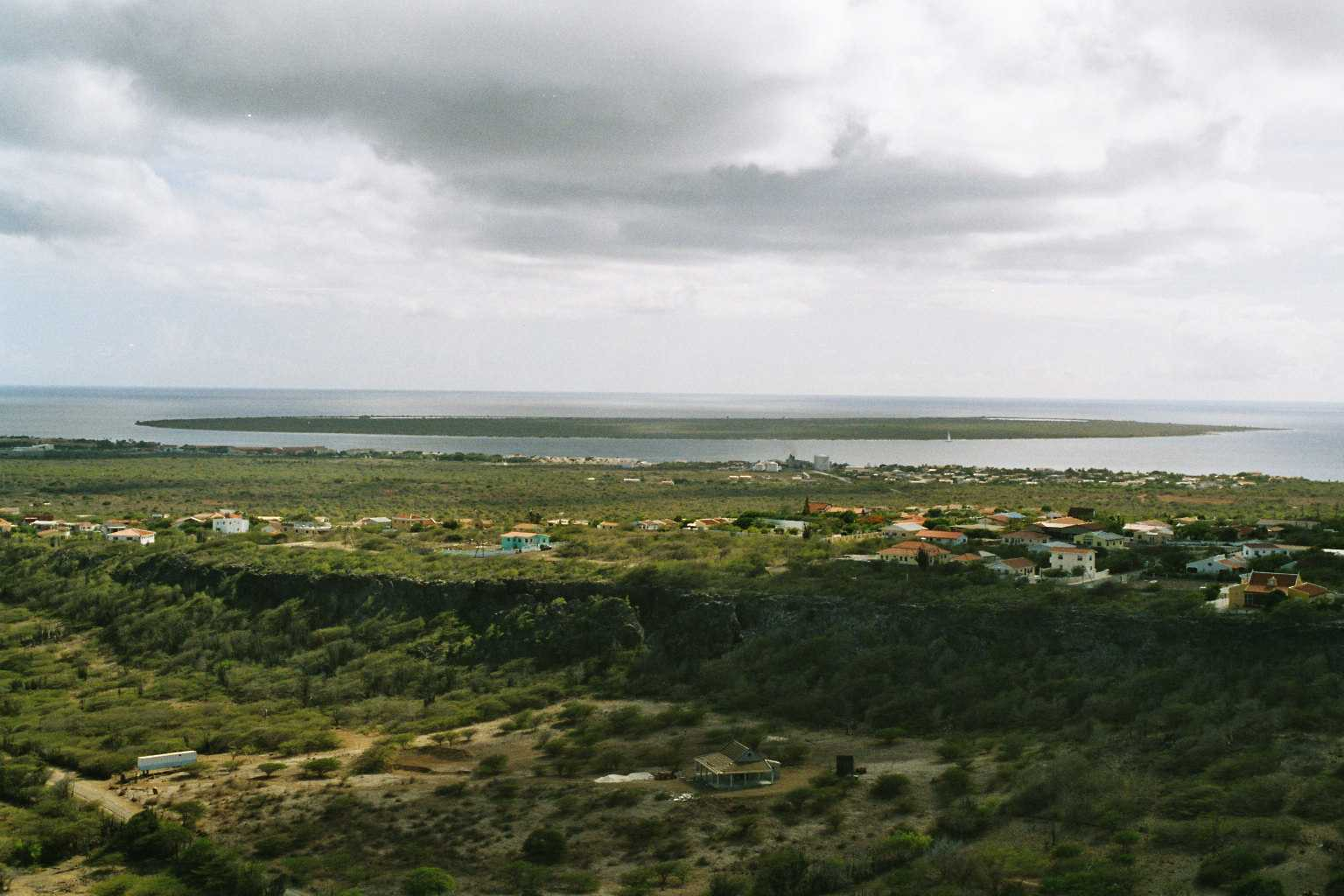
Blick auf den Ort
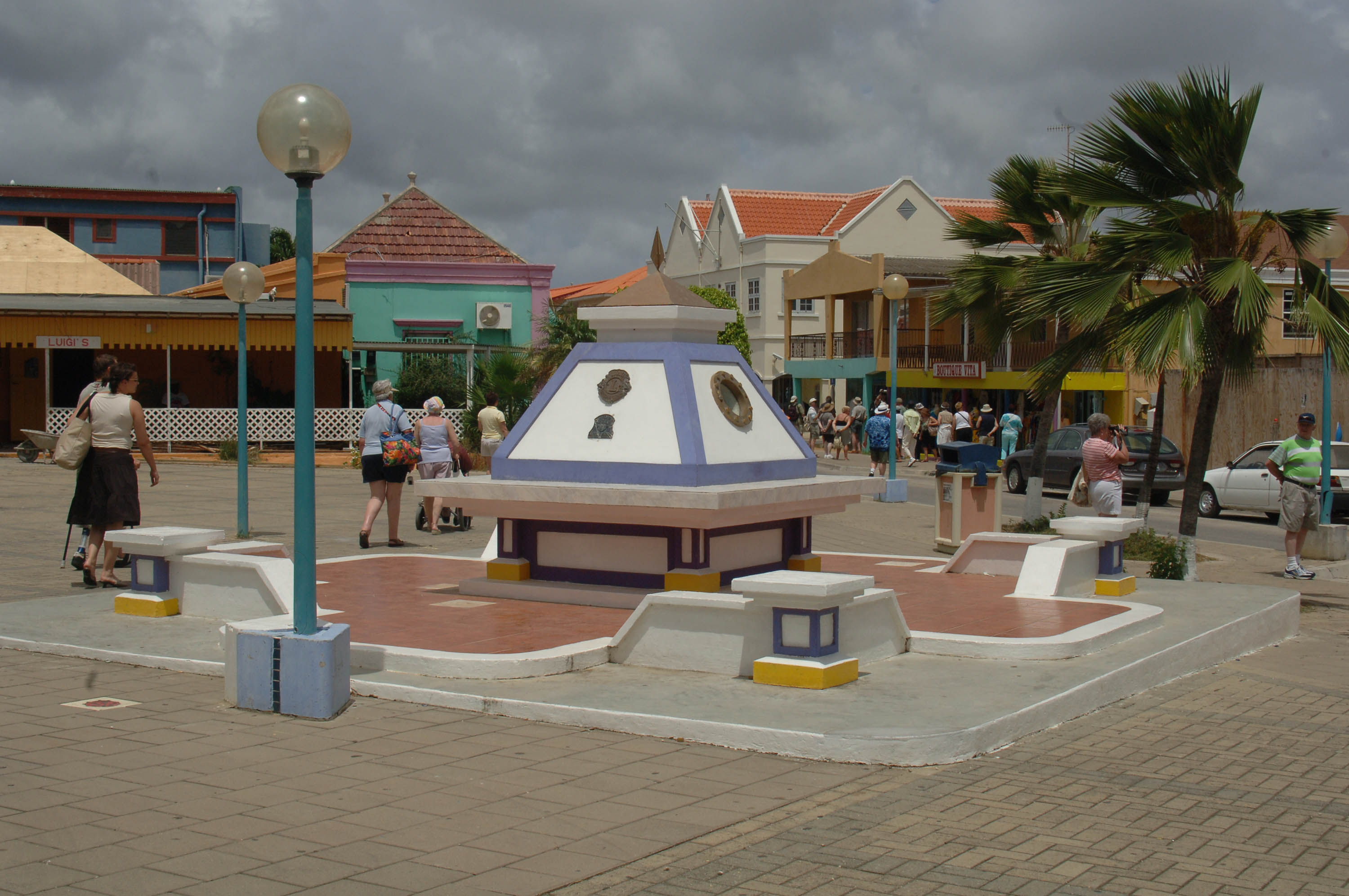
Wilhelmina-Platz
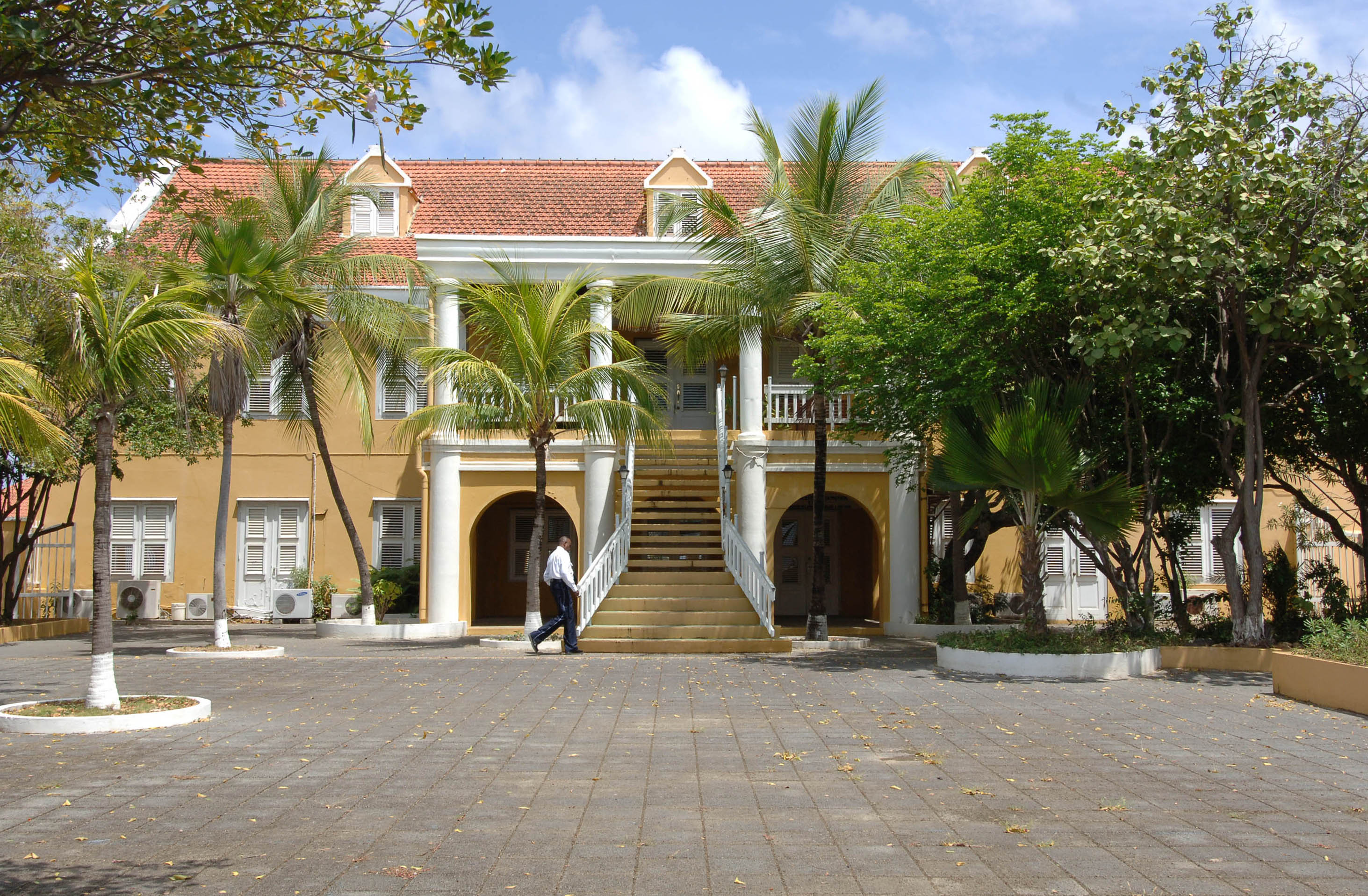
Regierungsgebäude

## Söhne und Töchter von Kralendijk
- Cola Debrot (1902–1981), Schriftsteller und Gouverneur der Niederländischen Antillen
- Ferdinand Bernabela (* 20. Jh.), Fußballtrainer
- Kiri Thode (* 1990), Windsurfer
- Justin Michel (* 1995), Fußballspieler
- Yurick Seinpaal (* 1995), niederländisch-bonairischer Fußballspieler
- Amado Vrieswijk (* 1996), Windsurfer